# Музей-квартира Віктора Косенка
Музей-квартира В. С. Косенка — музей у Києві, по вулиці Михайла Коцюбинського, будинку № 9, квартирі № 4, де видатний український композитор, піаніст, педагог, громадський діяч Віктор Косенко проживав з 11 травня 1938 і до смерті (3 жовтня 1938).

## Історія
Відкритий 1938 за порадою поета Максима Рильського як меморіальний кабінет-музей митця. На початку діяльності — це був народний музей. Він працював до війни, перервавши свою роботу тільки на 1941—1944 роки.
Музеєм опікувалася вдова композитора — Ангеліна Володимирівна Канеп-Косенко. Після смерті Ангеліни Володимирівни традиції музею зберігала падчерка композитора — Раїса Едуардівна Канеп-Косенко-Кудрицька.
1964 року музей офіційно отримав статус народного, а з 2007 — державного.
2009 року Музей-квартира композитора В. С. Косенка рішенням Київської Міської Ради став філією Музею театрального, музичного та кіномистецтва України.
23 листопада 2016 відкрили нову експозицію музею після ремонтно-реставраційних робіт приміщення.

## Експозиція
У музеї зберігаються особисті речі, рукописи, фотоархів, епістолярна спадщина композитора, видання та грамзаписи його творів.
Експозиційний простір музею поділяється на два розділи: меморіально-біографічний (вітальня і кабінет) та виставковий (третя кімната).
В меморіальній частині Музею-квартири на основі фотографій, спогадів та публікацій відтворено інтер'єри помешкання 1930-х, в якому жив В. С. Косенко та його родина. Тут представлено унікальні особисті речі композитора.
Найдавнішим експонатом зібрання є іменна срібна ложка з батьківського дому Косенка.
Музей оснащений сучасними аудіо-візуальними засобами, в яких представлено в повному обсязі колекцію музею-квартири В. Косенка і надано можливість відвідувачам в інтерактивній формі долучитися до епохи, в яку жив і творив митець, та познайомитися з його музикою.
Меморіальна і біографічна складові нової експозиції презентують Віктора Косенка як непересічного українського митця європейського рівня і значення.

## Керівники музею
В різні роки музеєм завідували:
- Мудрик Володимир Григорович (з січня 2016 і дотепер);

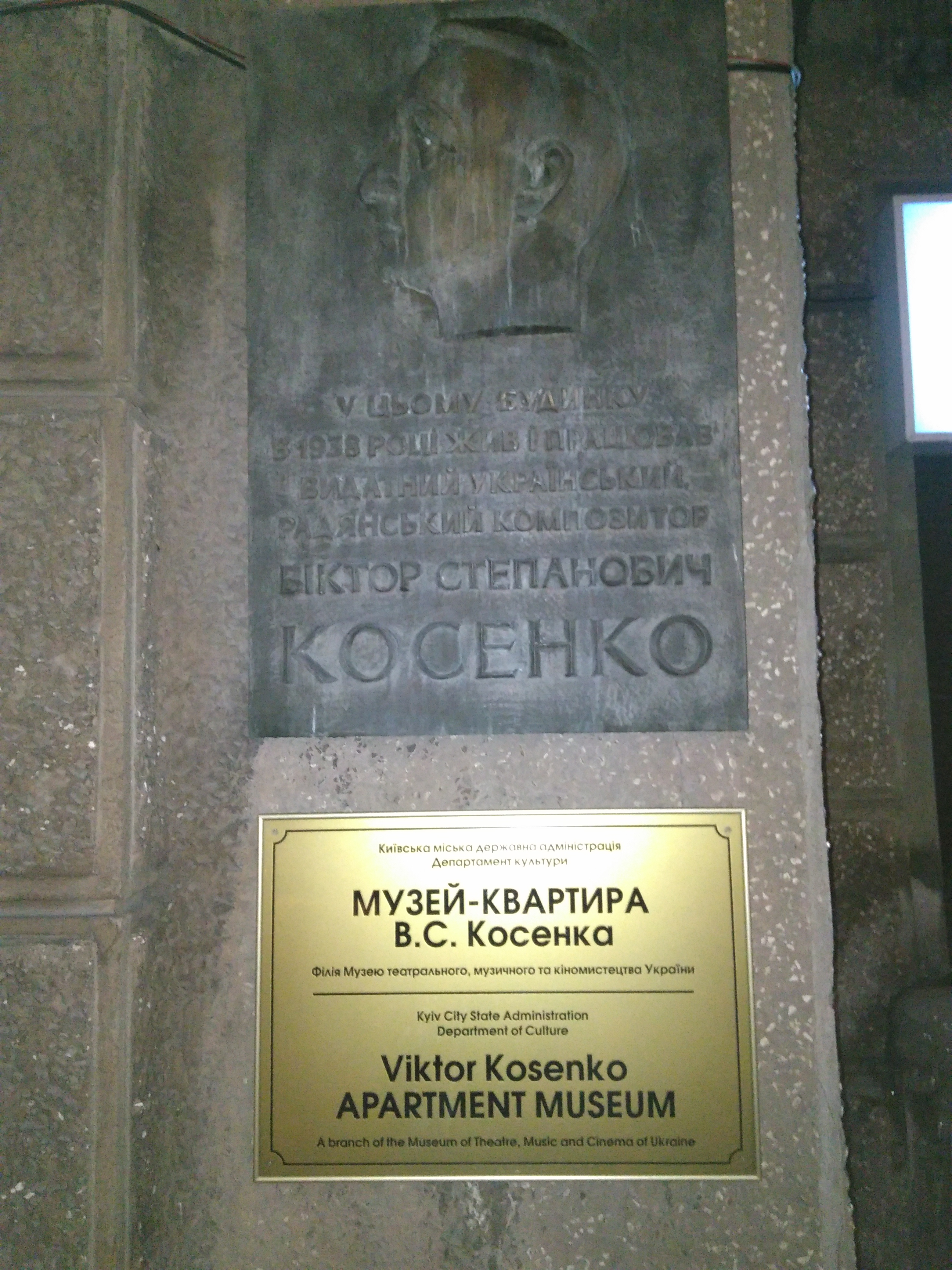
Табличка з назвою Музею-квартири Віктора Косенка

- Іваницька Тетяна Анатоліївна (з жовтня 2009 по січень 2016) — пошукувач кафедри старовинної музики НМАУ ім. П. Чайковського, член Національної спілки композиторів України.[2]